# Sistema
Un sistema può essere definito come l'unità fisica e funzionale, costituita da più parti o sottosistemi (tessuti, organi o elementi ecc.) interagenti (o in relazione funzionale) tra loro (e con altri sistemi), che formano un tutt'uno in cui ogni parte dà il proprio contributo per una finalità comune (o un obiettivo identificativo). 
Spesso, in anatomia, il termine "sistema", proprio per lo scopo comune dei suoi componenti, viene confuso con il termine "apparato", ma la struttura e la funzionalità dei sistemi ne rendono la semantica ben più ampia, articolata o complessa rispetto a quella degli apparati.

## Descrizione
La caratteristica distintiva di un sistema può essere l'equilibrio complessivo che si crea fra le singole parti che lo costituiscono. Ogni disciplina ha i suoi sistemi, sia a scopo funzionale, che a scopo strutturale/organizzativo, o con intenti di classificazione e ordinamento.

Le componenti di un sistema possono essere:
- parti, statiche o in movimento, riunite in un unico apparato o corpo;
- grandezze fisiche, matematiche, numerarie, descrittive, ecc. riunite in un unico sistema di riferimento o di misura, o di classificazione;
- metodi e regole che utilizzati insieme caratterizzano un'attività;
- elementi strutturali che costruiscono/fondano una rete con i nodi e gli archi.
- elementi funzionali per organizzazione e scopo, riuniti in un unico insieme che ne riassume le caratteristiche salienti e persegue obiettivi comuni.

In genere, un sistema è un concetto relativo, e può essere riconosciuto e classificato secondo la natura dei suoi componenti e le preferenze del suo osservatore/costruttore.
Un sistema artificiale ingegneristico è quindi sempre ben organizzato, con una sua specifica denominazione e un determinato scopo.
La sistemistica o ingegneria dei sistemi è la disciplina che si occupa di identificazione, progettazione, costruzione e messa in opera di sistemi che rispondano agli obiettivi prefissati (sistemi funzionali) in particolare il sistema di controllo a partire dall'analisi o studio dei sistemi dinamici.
Nell'ambito della psicologia ed in particolare della psicoanalisi della relazione, è stata applicata la teoria dei sistemi anche nella concettualizzazione dell'uomo. Uno dei massimi esponenti di questa teoria è Louis Sander, professore di psichiatria alla Boston University School of Medicine, che ha preso spunto dagli antesignani di questo filone che sono: Ludwig von Bertalanffy, Humberto Maturana e Francisco Varela. L'uomo è concettualizzato come un sistema vivente ed, in quanto tale, ne acquisisce tutte le caratteristiche di sistema complesso, mantenendo però alcune peculiarità come la metacognizione.

### Proprietà
Dalla definizione di "sistema" proposta da Pignatti e Trezza («Un sistema è costituito da un insieme di parti interagenti»), si ricavano due corollari che costituiscono le proprietà di un sistema e ne completano la definizione:
1. Un sistema può essere scomposto in più componenti (che a loro volta possono essere considerati come sistemi o sottosistemi). Un sottosistema è un sistema subalterno e secondario rispetto ad un sistema principale, dal quale dipende e senza il quale non può funzionare autonomamente;
2. A livello del sistema si possono presentare nuove proprietà, che non possono essere dedotte dai suoi sottosistemi, ma che derivano dall'interazione delle parti.

### Approccio generale di un sistema
Lo studio di un sistema semplice o complesso deve essere effettuato con metodo. La corretta visione delle sue componenti può essere presa in considerazione mediante due approcci fondamentali:
- approccio riduzionista. Un sistema viene suddiviso in più sottosistemi, fino a scomporlo ai minimi termini. Le proprietà osservabili ai livelli inferiori vengono estese ai livelli superiori;
- approccio olistico. Un sistema viene studiato definendone le proprietà collettive. Se sarà necessario, verranno studiati i suoi singoli componenti.

### Sistemi complessi
Un sistema si può definire complesso se raggiunge una determinata soglia che può essere:
- Soglia numerica. Il sistema è costituito da un numero di componenti elevato.
- Soglia strutturale. La dominanza sulla gestione dei processi è sufficientemente ripartita tra le diverse componenti del sistema.
- Soglia funzionale. Le diverse componenti del sistema interagiscono tra di loro e sono legate da processi omeostatici o di feed-back (questo è valido nei meccanismi cibernetici).

## Esempi di sistemi

Schematizzazione di un sistema termodinamico

Si definiscono dei sistemi in molte discipline:
- sistema di equazioni, in matematica
- sistema fisico, in fisica
  - sistema termodinamico, parte dell'universo oggetto di studio in termodinamica
- sistema cristallino in mineralogia
- sistema operativo, in informatica
- sistema operativo, in psicologia
- sistema economico in economia

- In biologia:
  - sistema scheletrico
  - sistema nervoso
  - sistema muscolare
  - sistema endocrino
  - sistema linfatico
  - sistema immunitario
  - ecosistema